# Дражнев
Дражнев (пол. Drażniew) — село в Польщі, у гміні Корчев Седлецького повіту Мазовецького воєводства.
Населення — 203 особи (2011).
У 1975-1998 роках село належало до Седлецького воєводства.

## Демографія
Демографічна структура станом на 31 березня 2011 року:
|          | Загалом | Допрацездатний вік | Працездатний вік | Постпрацездатний вік |
| -------- | ------- | ------------------ | ---------------- | -------------------- |
| Чоловіки | 100     | 20                 | 68               | 12                   |
| Жінки    | 103     | 11                 | 56               | 36                   |
| Разом    | 203     | 31                 | 124              | 48                   |